# Neugebau
Neugebau (též Nové Stavení) je lovecký zámeček stojící v Oboře Kněžičky (též Obora Kinský či Žehuňská obora) nad Žehuňským rybníkem.

## Historie
Zámeček nechala někdy kolem roku 1780 v tehdejší Chlumecké oboře postavit Kristýna z Lichtenštejna (1741–1819), která jej věnovala svému manželovi a vášnivému lovci Františku Ferdinandu II. Kinskému (1738–1806). V 1. polovině 19. století zde žila Terezie Kinská, matka Oktaviána Kinského (1813–1896). Právě v době jejího pobytu došlo k přestavbě zámku v novorenesančním švýcarském stylu.
V roce 1993 byla obora se zámečkem vrácena rodině Kinských dal Borgo.

## Popis
Jedná se o patrovou obdélnou budovu se středními rizality ve štítech a polygonálními rizality v rozích průčelí. Ve středním rizalitu průčelí najdeme patrovou dřevěnou lodžii. Vstup do objektu vede z obory a tvoří jej sloupový portikus s terasou, na kterou se vstupovalo ze sálu v patře zámečku. Po bocích portiku se pak napojuje dvouramenné schodiště. Fasáda je v přízemí rustikována, v patře pak najdeme zvýrazněná obdélná okna se štukovými suprafenestrami a dekorativními parapetními výplněmi na kordonové římse. Štíty jsou zdobeny ozdobnými obrazci připomínajícími hrázdění. Nad střechou se původně nacházela zvonička na sloupcích a krytá sedlovou stříškou.